# Alex Velea
Alex Velea (nascido em 13 de maio de 1984) é um cantor romeno de música pop e R&B vencedor do concurso Star Factory.

## Biografia
Alex nasceu em 13 de maio de 1984 em Craiova. Desde que era pequeno, descobriu sua paixão pela música e começou a cantar a partir de 9 anos, e já aos 11 anos tornou-se um estudante no Palatul Copiilor (Palácio das Crianças em romeno). Aos 16, ele começou a estudar música erudita por 4 anos. Atualmente é estudante do quarto ano em Eletromecânica.

## Carreira (2004 - presente)
Depois de vencer o quiz show Star Factory no final de 2003, Alex trabalhou com Anna Lesko em uma canção do seu álbum de edição especial, Pentru tine (Para você, em romeno), seguido de uma colaboração com Anda Adam para o seu segundo álbum solo, Confidential. A canção, intitulada "Ce ţi-aş face (Selecta)" ("O que eu faço (Select)" em romeno) teve grande sucesso na Romênia, e foi muitas vezes transmitida em canais de música. Seu álbum de estréia, intitulado Yamashita foi lançado no Outono de 2006, e traz uma declaração de Alex: "Eu encontrei estas canções ao público ... Esse sou eu ... Eu tentei fazer anotações sobre os pensamentos, sentimentos, experiências ... "Yamashita" eu represento". Para este álbum, Alex trabalhou com Smiley, Marius Moga, Connect-R, Don Matteo e Baxter. Do álbum foram promovidos quatro partes: "Yamashita", "Dragoste la prima vedere" (feat. Connect-R), "Când sunt cu tine" (feat. Mandinga) e "Doamna mea". Também lançou em 2010 o hit "Don't Say It's Over", que trouxe para Alex Velea o reconhecimento mundial de seu sucesso.